# Mette Horn
Mette Agnethe Horn (født 11. januar 1965) er en dansk skuespillerinde, der blev uddannet fra Aarhus Teater i 1991, har medvirket i flere satiriske tv-programmer og er medlem af teatergruppen Emmas Dilemma. I tv har man desuden set hende i serierne Rejseholdet, Hotellet og som moren Agnete i serien Max.

## Filmografi
- Let's Get Lost – 1997
- Den blå munk – 1998
- Monas verden – 2001
- Okay – 2002
- En som Hodder – 2003
- Se til venstre, der er en svensker – 2003
- Kinamand – 2005
- Nynne – 2005
- Den store dag - 2005
- Max Pinlig – 2008
- Monsterjægerne – 2009
- Max Pinlig 2 – 2011
- 30 - 2018